# Вулиця Восьмого Березня (Київ)
Вулиця Во́сьмого Бе́резня — вулиця в Оболонському районі міста Києва, селище ДВС. Пролягає від Дніпроводської вулиці до кінця забудови.
Прилучається Джерельний провулок.

## Історія
Вулиця виникла в 1950-х роках під назвою Проїзд «Б». Сучасна назва — з 1958 року.